# Буркитбаев, Мухамбеткали Мырзабаевич
Мухамбеткали Мырзабаевич Буркитбаев (р. 14 ноября 1952) — известный химик, учёный, педагог, доктор химических наук, профессор, «Почетный работник образования РК».

## Биография
Родился 14 ноября 1952 год в Шалкарском районе Актюбинской области. 1962—1970 гг. — учился средней школы № 36 г. Алматы. С 1970 по 1975 годы учился на химическом факультете КазНУ. 1984 году защитил кандидатскую диссертацию по теме «Радиационно-стимулированное цепное окисление фосфатов молекулярным кислородом в водных растворах» в специализированном совете КазГУ им. С. М. Кирова. 1996 году защитил докторскую диссертацию по теме «Окислительно-восстановительные и радиационно-стимулированные цепные реакции окисления низших соединений фосфата и мышьяка в растворах» в специализированном совете КазГУ им. Аль-Фараби.

## Трудовая деятельность
- 1975—1977 — лаборант, стажер исследователь, кафедры неорганической химии химического факультета КазГУ им. С. М. Кирова
- 1977—1985 — инженер, старший инженер проблемной лаборатории химии и химической технологии природных солей и удобрений химического факультета КазГУ им. С. М. Кирова
- 1985—1986 — младший научный сотрудник проблемной лаборатории химии и химической технологии природных солей и удобрений химического факультета КазГУ им. С. М. Кирова
- 1986—1988 — ассистент кафедры неорганической химии химического факультета КазГУ им. С. М. Кирова
- 1988—1993 — старший преподаватель кафедры неорганической химии химического факультета КазГУ им. С. М. Кирова
- 1993—1997 — доцент кафедры неорганической химии химического факультета КазГУ им. Аль-Фараби
- 1997—2009 — заведующий кафедрой неорганической химии химического факультета КазНУ им. Аль-Фараби
- 2009—2010 — декан химического факультета КазНУ им. Аль-Фараби
- с 2010 года — Первый проректор КазНУ им. Аль-Фараби

## Научная деятельность
Автор более 300 научных статей и 8 патентов. Под научным руководством защищены 8 кандидатских и 4 PhD докторских диссертации. Основные научные работы Буркитбаева посвящены окислению фосфонатов в водных средах в цепочке стимулированного излучения, окислительно-восстановительному окислению низковалентных соединений фосфора и мышьяка в растворах, а также цепным реакциям стимулированного излучения. Он изучил общие закономерности и особенности процессов окисления соединений дополнительных элементов V группы с помощью радиационной химии.

### Авторские свидетельства, предпатенты и патенты
1. Быстросхватывающий цемент для тампонирующих растворов : предпат. 12605 РК : МПК С04В 7/02 / Айбасов Е. Ж., Айбасов Г. Е. — № 2001/0831.1 ; заявл.21.06.01 ; опубл. 15.01.03, Бюл. № 1.
2. Способ извлечения благородных металлов из минерального сырья : предпат. 9268 РК : МПК С22В 11/00 / Оспанова Г. Ш., Наурызбаев М. К., Айбасов Е. Ж., Омарова А. Ш. ; заявитель Центр физикохимических методов анализа при КазГНУ им. АльФараби. — № 990583.1 ; заявл. 21.05.99 ; опубл. 14.07.00, Бюл. № 7.
3. Способ извлечения благородных металлов из растворов: предпат. 9144 РК : МПК С22В 3/00 / Оспанова Г. Ш.,Айбасов Е. Ж., Омарова А. Ш. ; заявитель Центр физико-химических методов анализа при КазГНУ им. Аль-Фараби. — № 990184.1 ; заявл. 18.02.99 ; опубл.15.06.00, Бюл. № 6.
4. Способ отверждения жидких радиоактивных отходов низкой активности, содержащих радиоцезий : предпат.18554 РК : МПК G21F 9/16 / Галкин А. В., Бачилова Н. В., Омарова К. И., Амирханов Ж. А., Толебаев Т. Т.,Кушанова А., Алдабергенов М. К.; заявитель РГП на ПХВ КазНУ им. Аль-Фараби. — № 2005/0925.1 ; заявл.18.07.05 ; опубл. 15.06.07, Бюл. № 6.
5. Способ очистки сточных вод от ионов радиоактивных и тяжелых металлов : предпат. 9251 РК : МПК C02F1/42 /Айбасов Е. Ж., Омарова А. Ш. ; заявитель Казахский государственный национальный университет им. альФараби. — № 990505.1;заявл. 29.04.99 ; опубл. 14.07.00,Бюл. № 7.
6. Способ ОЧИСТКИ СТОЧНЫХ ВОД ОТ ИОНОВ ClT+ и РЬ"+ с помощью биосорбентов : инновационный патент 26063 :МПК С02Ғ 3/34 / Тажибаева С. М., Оразымбетова А. Б.,Коржынбаева К. Б., Мусабеков К. Б., Жубанова А. А. ;патентообладатель Научно-исследовательский институт новых химических технологий и материалов РГП на ПХВ КазНу им. аль-Фараби. — № 2011/1091.1; заявл. 21.10.11 ; опубл. 14.09.12, Бюл. № 9.
7. Способ получения арсенатов металлов : предпат. 7392 РК : МПК C01G 28/02 / Турдиева У. Т. ; заявитель Казахский национальный университет им. Аль-Фараби. -№ 971053.1 ; заявл. 04.12.97 ; опубл. 15.04.99, Бюл. № 4.

## Награды
- Доктор химических наук (1996)
- Профессор (1998)
- Нагрудный знак «За заслуги в развитии науки Республики Казахстан» (2002)
- Лауреат Премии НАТО «Наука во имя мира» (2007)
- Обладатель государственного гранта «Лучший преподаватель вуза» Республики Казахстан (2007)
- Нагрудный знак «Почетный работник образования Республики Казахстан» (2009)
- Нагрудный знак «За вклад в развитие науки РК» (2009)
- Юбилейная медаль «10 лет Астане» (2008)
- Юбилейная медаль «20 лет Независимости Республики Казахстан» (2011)